# Scandix
- Commons
- Wikispecies

Scandix L. é um género botânico pertencente à família Apiaceae.

## Sinonímia
- Scandicium Thell.

## Espécies
- Scandix australis L.
- Scandix balansae Reut. ex Boiss.
- Scandix pecten-veneris L.
- Scandix stellata Banks & Sol.
- «Lista completa»

## Classificação do gênero
| Sistema | Classificação                    | Referência               |
| ------- | -------------------------------- | ------------------------ |
| Linné   | Classe Pentandria, ordem Digynia | Species plantarum (1753) |